# Велика награда Јапана 2008.
Велика награда Јапана 2008. године је била трка у светском шампионату Формуле 1 2008. године која се одржала на аутомобилској стази у Јапану, 12. октобра 2008. године.
Победник је био Фернандо Алонсо, другопласирани Роберт Кубица, док је трку као трећепласирани завршио Кими Раиконен.